# لويالفو
لويالفو (بالإنجليزية: Lewalevu)‏، (أيضًا لويوا ليفو، أو "المرأة العظيمة") هي إلهة للخصوبة في الأساطير الفيجية.